# 馬神トンネル
座標: 北緯33度14分35秒 東経130度3分55.5秒 / 北緯33.24306度 東経130.065417度
馬神トンネル（まがみトンネル）は、佐賀県武雄市（旧北方町）と多久市に跨がる、佐賀県道24号武雄多久線および長崎自動車道の道路トンネルである。

## 馬神隧道/トンネル（武雄多久線）
佐賀県道24号武雄多久線の道路トンネル。古くより交通の要所であった馬神峠に位置している。現在供用されているトンネルは3代目である。

### 歴史
- 1885年5月
初代の馬神隧道が開通。煉瓦の内壁を持つ隧道だった。
- 1888年
馬神隧道の前後の道路が完成、北方と多久が自動車で結ばれる。
- 1928年
2代目となる馬神隧道が開通。
- 1997年10月
3代目となる馬神トンネルが開通。長さ440mでポータルに壁画が描かれている。

## 馬神トンネル（長崎自動車道）
長崎自動車道の道路トンネル。武雄ICと多久西PAの間に位置する。

### 概要
- 上り線（鳥栖・佐賀方面）長さ：609m
- 下り線（嬉野・長崎方面）長さ：589m

### 歴史
- 1986年 - 上下線共に開通
- 1987年 - 九州横断自動車道として供用開始